# Saint-Hilaire (Doubs)
Saint-Hilaire ist eine französische Gemeinde mit 155 Einwohnern (Stand: 1. Januar 2022) im Département Doubs in der Region Bourgogne-Franche-Comté.

## Geographie
Saint-Hilaire liegt auf 350 m, neun Kilometer westlich von Baume-les-Dames und etwa 20 Kilometer nordöstlich der Stadt Besançon (Luftlinie). Das Dorf erstreckt sich in der gewellten Landschaft zwischen den Flusstälern von Doubs und Ognon, an erhöhter Lage auf der Westabdachung des Höhenrückens Pinfou.
Die Fläche des 2,64 km² großen Gemeindegebiets umfasst einen Abschnitt in den äußersten nordwestlichen Höhenzügen des Juras. Der westliche Teil des Gebietes wird von einem Becken eingenommen, das durchschnittlich auf 320 m liegt. Es ist vorwiegend mit Acker- und Wiesland bestanden. Begrenzt wird dieses Becken von den ansteigenden Höhenrücken des Pinfou (380 m) im Osten und des Bois du Poirier (mit 386 m wird hier die höchste Erhebung von Saint-Hilaire erreicht) im Südosten. Auf dem gesamten Areal gibt es keine oberirdischen Fließgewässer, weil das Niederschlagswasser im verkarsteten Untergrund versickert.
Nachbargemeinden von Saint-Hilaire sind Le Puy und L’Écouvotte im Norden, Breconchaux im Osten, Roulans im Süden sowie Vennans im Westen.

## Geschichte
Seit dem Mittelalter gehörte Saint-Hilaire zur Herrschaft des Domkapitels von Besançon. Hier wurde im 12. Jahrhundert die Mutterkirche Saint-Hilaire für die nähere Umgebung gegründet. Zusammen mit der Franche-Comté gelangte das Dorf mit dem Frieden von Nimwegen 1678 definitiv an Frankreich.

## Sehenswürdigkeiten
Der heutige Bau der Kirche Saint-Hilaire wurde von 1769 bis 1779 im klassischen Stil in der Form einer dreischiffigen Hallenkirche errichtet. Sie besitzt eine reiche Innenausstattung, die aus verschiedenen Kirchen und Klöstern der Region während der Französischen Revolution hierhin verlegt und vor der Zerstörung bewahrt wurde. Dazu zählen ein Taufbecken aus dem 14. Jahrhundert, der Hauptaltar aus dem 18. Jahrhundert sowie verschiedene Statuen aus dem 17. und 18. Jahrhundert. Im Ortskern sind einige charakteristische Häuser aus dem 17. bis 19. Jahrhundert im Stil der Franche-Comté erhalten.

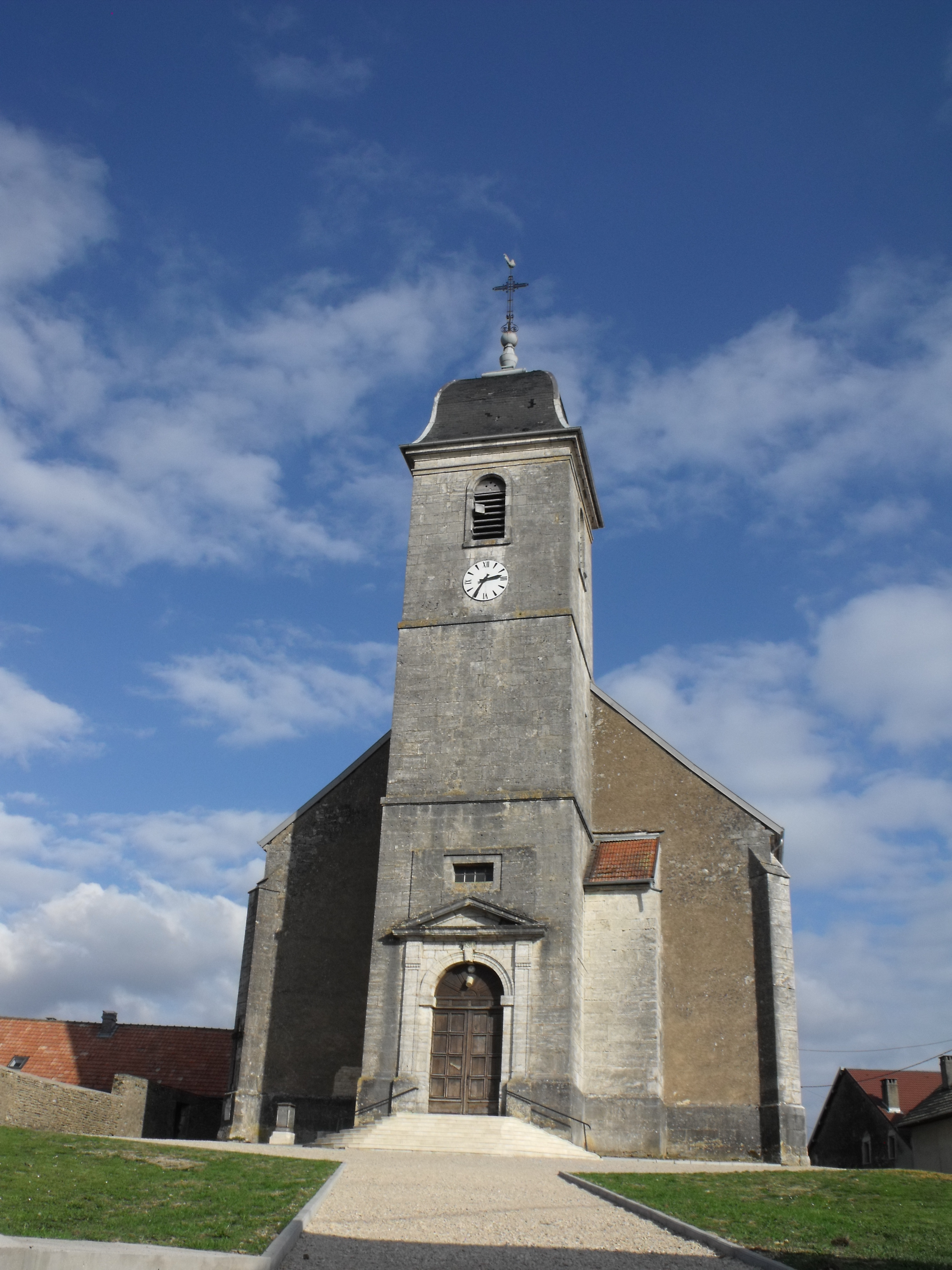
Kirche Saint-Hilaire
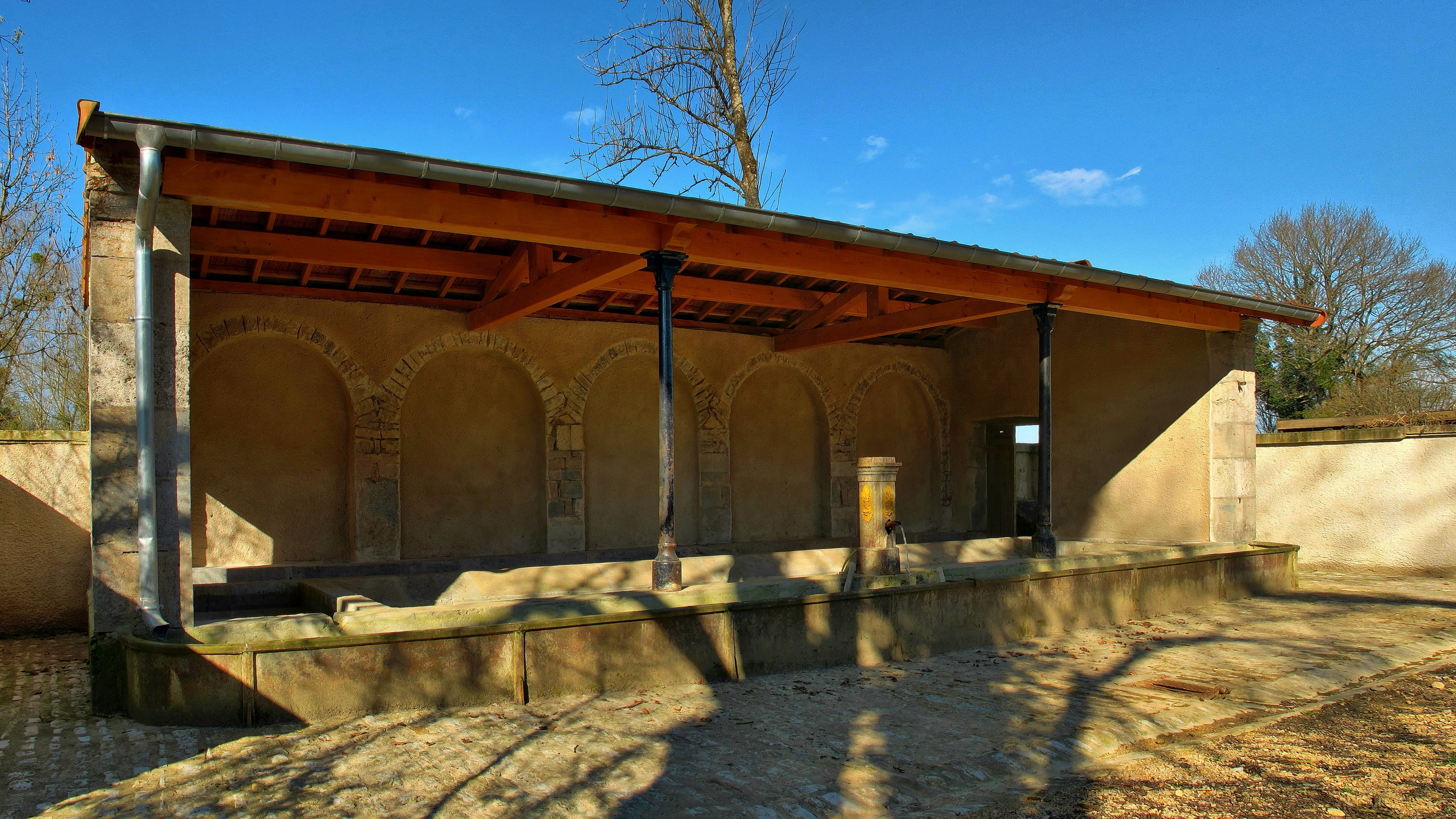
Lavoir in Saint-Hilaire

## Bevölkerung
| Jahr                       | 1962 | 1968 | 1975 | 1982 | 1990 | 1999 | 2004 | 2016 |
| Einwohner                  | 51   | 56   | 49   | 59   | 48   | 59   | 125  | 162  |
| Quellen: Cassini und INSEE |      |      |      |      |      |      |      |      |

Mit 155 Einwohnern (Stand 1. Januar 2022) gehört Saint-Hilaire zu den kleinen Gemeinden des Départements Doubs. Nachdem die Einwohnerzahl in der ersten Hälfte des 20. Jahrhunderts markant abgenommen hatte (1881 wurden noch 143 Personen gezählt), wurde seit Beginn der 1990er Jahre wieder ein deutliches Bevölkerungswachstum verzeichnet. Seither hat sich die Einwohnerzahl mehr als verdoppelt.

## Wirtschaft und Infrastruktur
Saint-Hilaire war bis weit ins 20. Jahrhundert hinein ein vorwiegend durch die Landwirtschaft (Ackerbau, Obstbau und Viehzucht) und die Forstwirtschaft geprägtes Dorf. Noch heute leben die Bewohner zur Hauptsache von der Tätigkeit im ersten Sektor. Außerhalb des primären Sektors gibt es nur wenige Arbeitsplätze im Dorf. Einige Erwerbstätige sind auch Wegpendler, die in den umliegenden größeren Ortschaften ihrer Arbeit nachgehen.
Die Ortschaft liegt abseits der größeren Durchgangsstraßen an einer Departementsstraße, die von Roulans nach L’Écouvotte führt. Der nächste Anschluss an die Autobahn A36 befindet sich in einer Entfernung von ungefähr zehn Kilometern. Weitere Straßenverbindungen bestehen mit Le Puy und Séchin.